# مونته‌متسو
مونته‌متسو (به ایتالیایی: Montemezzo) یک کومونه در ایتالیا است که در استان کومو واقع شده‌است.

## خصوصیات
مونته‌متسو ۹٫۱ کیلومترمربع مساحت و ۲۷۰ نفر جمعیت دارد.